# جیراوات ماکاروم
جیراوات ماکاروم (تایلندی: จิรวัฒน์ มัครมย์؛ زادهٔ ۷ فوریهٔ ۱۹۸۶) بازیکن فوتبال اهل تایلند است.
از باشگاه‌هایی که در آن بازی کرده‌است می‌توان به باشگاه فوتبال پلیس ترو، باشگاه فوتبال بوریرام یونایتد، و باشگاه فوتبال پورت اف‌سی اشاره کرد.
وی همچنین در تیم ملی فوتبال تایلند بازی کرده‌است.